# 2003年臺灣
|        | 臺灣歷史 \| 台灣歷史年表 |
| 世纪： | 20世纪臺灣 \| 21世纪臺灣 \| 22世纪臺灣 |
| 年代： | 1970年代臺灣 \| 1980年代臺灣 \| 1990年代臺灣 \| 2000年代臺灣 \| 2010年代臺灣 \| 2020年代臺灣 \| 2030年代臺灣                                           |
| 年份： | 1998年臺灣 \| 1999年臺灣 \| 2000年臺灣 \| 2001年臺灣 \| 2002年臺灣 \| 2003年臺灣 \| 2004年臺灣 \| 2005年臺灣 \| 2006年臺灣 \| 2007年臺灣 \| 2008年臺灣 |
| 纪年： | 癸未年（羊年）、中華民國92年 |

## 政府

### 國家正副元首

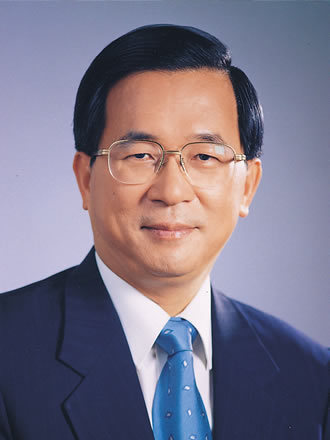
總統：陳水扁
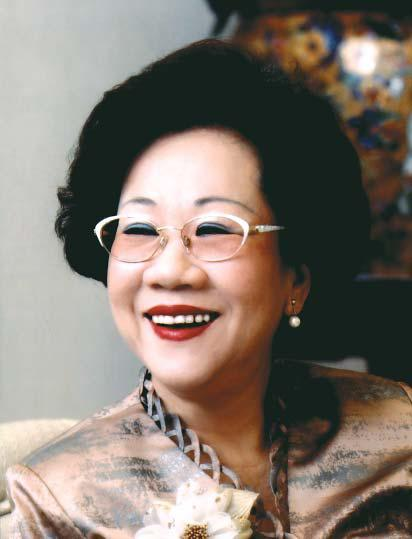
副總統：呂秀蓮

### 五院首長

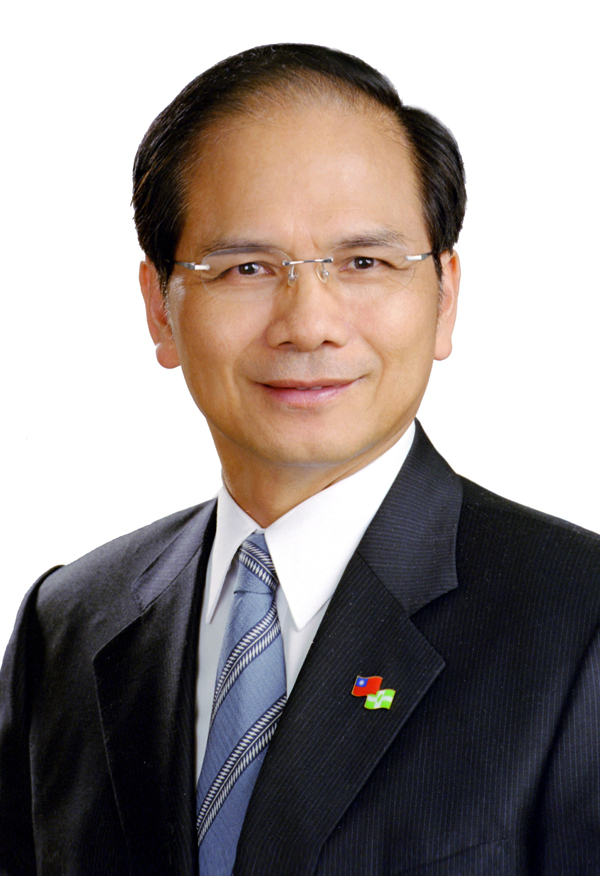
行政院院長：游錫堃
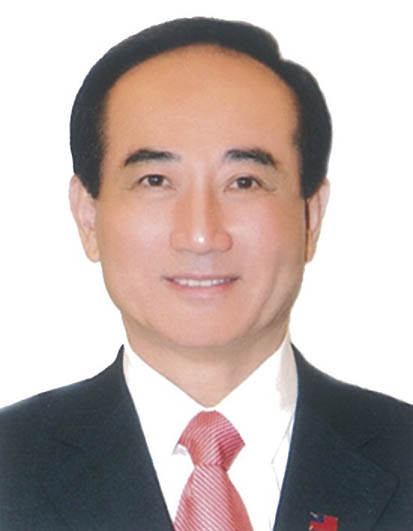
立法院院長：王金平
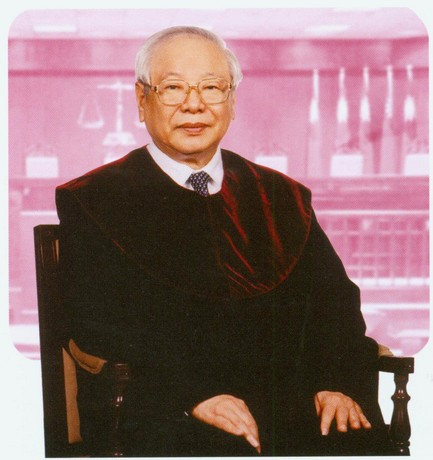
司法院院長：翁岳生
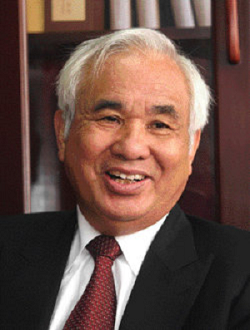
考試院院長：姚嘉文
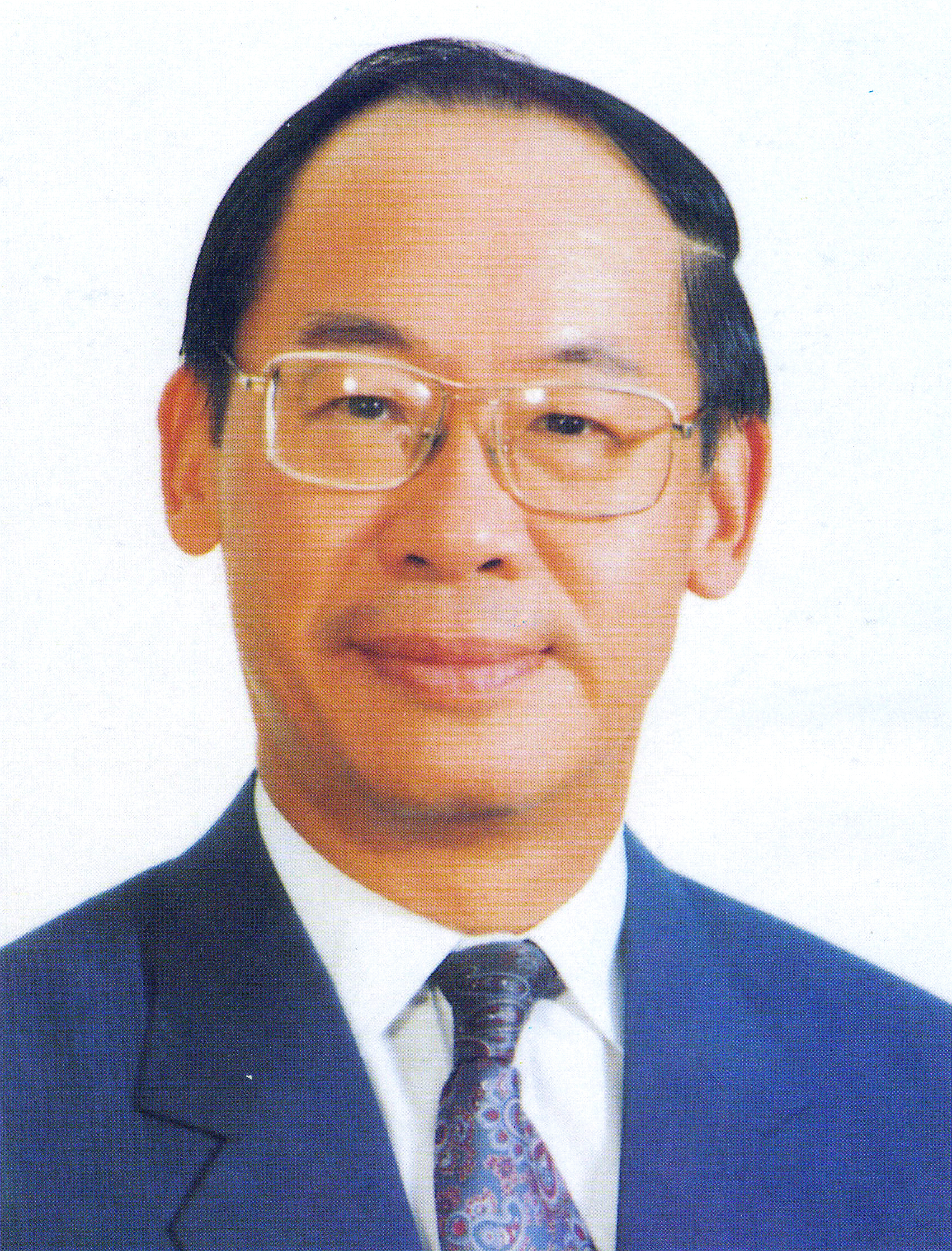
監察院院長：錢復

### 省政府主席

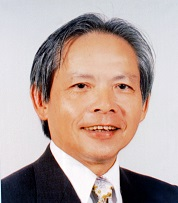
臺灣省政府主席：范光群
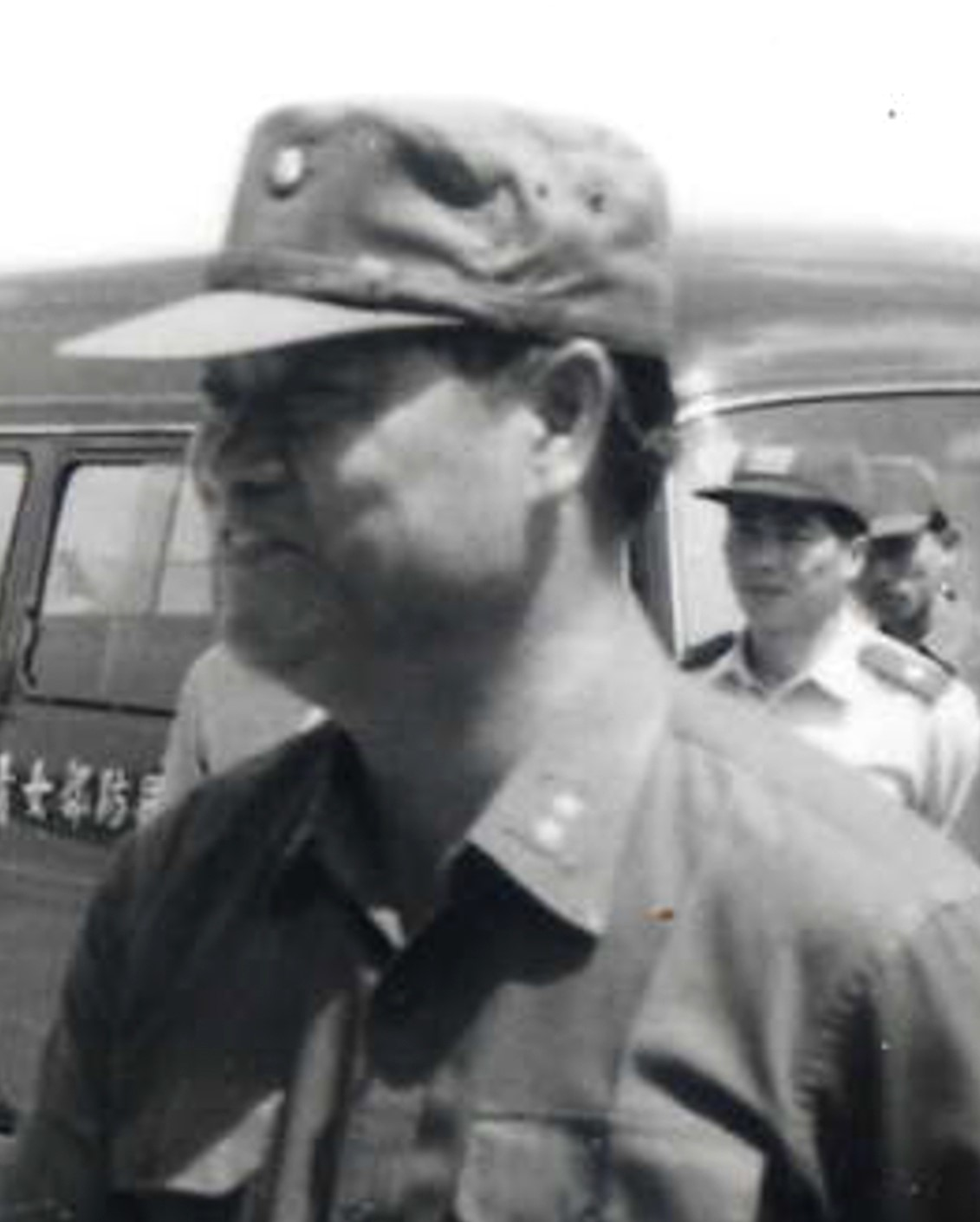
福建省政府主席：顏忠誠

## 大事记
- 全台爆發嚴重SARS疫情，84人死亡。

### 1月
- 1月1日：中華郵政公司正式成立，其前身為中華民國行政院交通部郵政總局。
- 1月18日：總統陳水扁在總統府以茶會款待來台參加「國際國會議員亞太地區安全會議」的各國六十餘位國會議員時，嚴斥日本經濟學家大前研一之「中華聯邦」論，並指所謂「一國兩制」台灣人民都無法接受了，何況比一國兩制「更糟糕」的聯邦。[1]

### 5月
- 5月5日，台灣SARS疑似病例暴增，一天之內創下新高。行政院衛生署統計，SARS可能病例累計為116例。當日有10名SARS病例死亡。

- 5月19日，第五十六屆世界衛生組織大會在日內瓦召開首日，總務委員會針對我九友邦國提案「邀請台灣以觀察員身份出席WHA」進行討論。美國首次在總務委員會中打破沉默，表達應讓台灣加入WHO體系，但中國在副總理吳儀親自領軍下，反對台灣參與。主席最後以未有共識，裁定不將台灣案列入該屆會議議程。當時中國代表吳儀在發言中提出：「我願嚴正指出，邀請台灣參加WHO是於法不符、於理不容、於情不合！」吳儀說：WHO只允許主權國參與，台灣為中國一省，無權參與WHO。這些國家提案是分裂中國、一中一台、傷害主權的做法。吳儀強調，中國歡迎台灣代表團在中國代表團下出席WHO。大會孟加拉籍主席在雙方發言討論後，宣布不將台灣參與案列入大會補充議程。之後，吳儀與中國代表團離開會場，記者追問：「你們沒有聽到台灣兩千三百萬人民的需要嗎？」中國官員沙祖康怒目斥道：「早就給拒絕了！沒聽到大會做的決定嗎？誰理你們！」。 兩千三百萬臺灣人民的生命安全，因為中國的惡意壓迫而被世界忽視。

### 7月
- 7月5日，世界衛生組織將台灣從SARS疫區中除名。
- 7月15日，台灣投資中國受害者協會成立。

### 8月
- 8月26日凌晨，26名大陸福建民眾偷渡臺灣，搭乘兩艘快艇至苗栗外海遇到臺灣海巡隊緝捕，人蛇頭見敗露强行將大陸女子推下海，駕船逃逸，造成6人淹死、2人受傷。事後大陸反而指責臺灣。

### 10月
- 10月12日，賴比瑞亞宣布與中華民國中断外交关系，重新与中华人民共和国建交。

### 11月
- 11月1日，台北舉辦同性戀大遊行，是華人世界中的第一次。
- 11月5日，中華隊於札幌亞洲棒球錦標賽擊敗南韓隊，取得睽違12年的奧運參賽權。
- 11月13日，白米炸彈案爆發，楊儒門於大安森林公園男廁放下貼有「不要進口米，政府要照顧人民」標語之炸彈。
- 11月27日，立法院制訂通過公民投票法，臺灣成為東亞第一個採行公民投票的國家。

## 出生
参见： 2003年出生
- 1月14日——邱梓銓：電競選手。
- 1月30日——劉子銓：演員，是劉亮佐之子。
- 2月10日——鍾玉成：棒球選手。
- 2月14日——熊霓：啦啦隊員，是Rakuten Girls成員之一。
- 2月28日——董子恩：棒球選手。
- 3月11日——陳宇：演員。
- 4月4日——毛英傑：棒球選手。
- 4月10日——劉丞勳：籃球運動員。
- 5月1日——王苡丞：棒球選手。
- 5月4日——黃聖球：演員。
- 5月17日——許樂：跨欄運動員。
- 5月18日——徐碩廷：演員。
- 6月2日——許念慈：歌手，是在南韓出道並發展的台灣藝人，現為tripleS成員。
- 6月9日——鄧佳安：棒球選手。
- 6月12日——沈駿：歌手、演員。
- 6月14日——陳冠豪：棒球選手。
- 7月5日——黃姿婷：歌手，是在南韓出道並發展的台灣藝人，曾為Cherry Bullet成員，現已退團並返台。
- 7月21日——黃鈞麟：棒球選手。
- 7月26日——賴知頎：棒球選手。
- 7月28日——巴比：歌手。
- 8月10日——文淇：演員。
- 8月23日——陳冠宇：青少棒球員。
- 9月1日——孔念恩：棒球選手。
- 9月4日——宋昕澔：籃球運動員。
- 9月16日——曾子祐：棒球選手。
- 10月20日——胡晉豪：籃球運動員。
- 10月24日——黃宥薰：羽球選手。
- 11月7日——方毅家：歌手，是在南韓出道並發展的台灣藝人，現為n.SSign成員。
- 11月21日——鄧筠庭：演員。
- 12月18日——陳柏安：歌手，是ALL IN 5成員之一。

## 逝世
- 2月7日——黃荔芬，台灣社會工作者。
- 2月8日——劉俠，台灣作家。
- 2月11日——關毅，台灣影視演員。
- 2月21日——費希平，台灣政治人物。
- 2月25日：林旺，動物明星大象
- 3月5日——夏曉華，台灣媒體人，是正聲廣播電台創辦人。
- 3月8日——林天瑞，台灣畫家。
- 3月28日——陳京，台灣主持人。
- 5月1日——陳靜秋，台灣護士，首位於SARS事件殉職的護理人員。
- 5月7日——胡貴芳，台灣護士，因SARS事件殉職，成為首位孕婦死亡的病例。
- 5月11日——林佳鈴，台灣護士，是第三位於SARS事件殉職的護理人員。
- 5月15日——陳東騰，台灣社會運動人士。
- 5月15日——林重威，台灣醫師，是首位於SARS事件殉職的醫生。
- 5月18日——張福興，台灣政治人物。
- 5月18日——鄭雪慧，台灣護士，是第六位於SARS事件殉職的護理人員。
- 5月24日——唐嘉材，台灣醫師。
- 8月26日——黃鷗波，台灣畫家。
- 9月1日——許淑貞，台灣企業家。
- 10月4日——傅碧輝，台灣電影演員。
- 10月7日——魯俊，台灣警界人物。
- 10月23日：宋美龄，蒋介石的夫人及外交助手（生于1898年3月4日）
- 11月11日——蔡敏，台灣女高音。
- 11月22日——林枝木，台灣橋梁工程師。
- 12月7日——温世仁，企業家。英业达集團總裁、副董事长。（1948年出生）
- 12月9日——柯受良，演员（1953年出生）
- 12月13日——花佩嵐，演員
- 12月20日——林金莖，外交官。曾任中華民國駐日代表。（1923年出生）